# Fylakio
Fylakio (griechisch Φυλάκιο [fiˈlakʲɔ] (n. sg.)) ist ein Dorf im Gemeindebezirk Kyprinos der Gemeinde Orestiada in der  griechischen Region Ostmakedonien und Thrakien. Zusammen mit den Dörfern Keramos und Ammovouno bildet es die gleichnamige Ortsgemeinschaft Fylakio mit insgesamt 971 Einwohnern. Südlich des Dorfes befindet sich das Auffanglager Fylakio für Migranten.

## Lage
Die Ortsgemeinschaft Fylakio (Τοπική κοινότητα Φυλακίου Topikí Kinótita Fylakíou) liegt im Nordosten des Gemeindebezirks Kyprinos (Δημοτική ενότητα Κυπρίνου Dimotikí Enótita Kyprínou). Der Ardas bildet im Norden die natürliche Grenze zu den Ortsgemeinschaften Komara, Elia und Plati des Gemeindebezirks Trigono. Im Osten liegt die Ortsgemeinschaft Rizia des Gemeindebezirks Vyssa, im Süden Valtos, Chandras und Megali Doxipara des Gemeindebezirks Orestiada und im Südwesten und Westen liegen Zoni und Kyprinos. Das Dorf Keramos liegt 3,5 km östlich und Ammovouno 2,5 km westlich.

## Geschichte
Während des zweiten Balkankriegs eroberten im März 1913 bulgarische Truppen weite Gebiete Thrakiens. Durch die im Friede von Bukarest festgelegte Grenze verblieb das Dorf aber im Osmanischen Reich. Im Abkommen von Sofia 1915 wurde zwischen dem Zarentum Bulgarien und dem Osmanischen Reich eine Grenzregulierung durchgeführt. Mit wenigen Ausnahmen und einem 2 km Puffer wurde die Mariza zum Grenzfluss, das Dorf wurde bulgarisch. Nach dem Griechisch-Türkischen Krieg erhielt Griechenland gemäß dem Vertrag von Lausanne von 1923 Westthrakien. Durch den zuvor vereinbarten Bevölkerungsaustausch ließen sich nach offiziellen griechischen Angaben 233 Flüchtlinge im Dorf nieder.
Das Dorf Fylakio wurde 1924 in die Landgemeinde Komara eingegliedert und 1931 der Landgemeinde Rizia zugeschlagen. Zusammen mit Keramos wurde Fylakio 1950 aus der Landgemeinde Rizia abgetrennt und erhielt selbst den Status einer Landgemeinde (Kinotita Fylakiou Κοινότητα Φυλακίου). Durch den Anschluss der Siedlung Ammovouno der Landgemeinde Kyprinos wurde das Gemeindegebiet 1983 erweitert. Mit der Gemeindereform 1997 wurden Kyprinos, Fylakio und Zoni zur Stadtgemeinde Kyprinos zusammengelegt. Seit der Verwaltungsreform 2010 hat Fylakio den Status einer Ortsgemeinschaft (Topiki Kinotita Τοπική Κοινότητα) im Gemeindebezirk Kyprinos der neuen Gemeinde Orestiada.
2007 wurde ein Auffanglager für Flüchtlinge eingerichtet.
Einwohnerentwicklung von Fylakio
|           | 1928   | 1940   | 1951 | 1961 | 1971 | 1981 | 1991 | 2001 | 2011 |
| --------- | ------ | ------ | ---- | ---- | ---- | ---- | ---- | ---- | ---- |
| Fylakio   | 627    | 847    | 747  | 754  | 592  | 607  | 555  | 473  | 595  |
| Keramos   |        |        | 410  | 530  | 345  | 408  | 397  | 290  | 263  |
| Ammovouno |        |        |      |      |      |      | 205  | 184  | 113  |
| Gesamt    | Gesamt | Gesamt | 1157 | 1284 | 0937 | 1015 | 1157 | 0947 | 0971 |